# HC Midtjylland
HC Midtjylland er en dansk herrehåndboldklub fra Herning, der pr. august 2022 spiller i landets bedste herrerække Herrehåndboldligaen. Holdet spiller sine hjemmekampe i Sand Spedition Arena, Sportscenter Herning.

## Historie
HC Midtjylland blev grundlagt i 2005. I sæsonen 2008/2009 sluttede klubben på andenpladsen i 1. division, og deltog således i kvalifikationsspillet til ligaen, hvor de blev nr. 3 i pulje 2 og således skulle møde nr. 3 fra pulje 1, hvor de dog tabte med 2-1 i kampe til ligaholdet TMS Ringsted og måtte blive i 1. division.
I sæsonen 2009/2010 blev de nummer 3 i 1. division og rykkede op i ligaen via en andenplads i kvalifikationspulje 2, der udover HC Midtjylland bestod af Århus GF, Lemvig Håndbold og TMS Ringsted. Det blev i første omgang kun til en enkelt sæson i landets bedste række. HC Midtjylland vendte i sæsonen 2014/15 tilbage til Håndboldligaen efter at have vundet 1. division i sæsonen 2013/14. I sæsonen 2015/16 var HC Midtjylland tæt på at rykke ud af den bedste danske håndboldrække. Her måtte man ud i to intense opgør mod Odder Håndbold, før man til sidst sikrede sig overlevelse i den bedste række. Sæsonen må på trods af truslen om nedrykning stadigvæk betegnes som en succes for HC Midtjylland, da klubben vandt DHF's Landspokalturnering 2015, og dermed sikrede klubben sin første titel nogensinde.
I 2018 løb klubben ind i økonomiske problemer, der endte med, at klubben gik konkurs 23. april som følge af en gammel skattesag og manglende lønudbetalinger.
Kort efter startede HC Midtjylland op igen. Denne gang i 2. division, som var en realitet efter konkursen. Med et nyt hold bestående af en masse unge talenter tog klubben skridtet op til 1. division i første forsøg. Sæsonen 2019/20 var holdet derfor at finde i 1.division. I sæson 2021/22 blev det til endnu en oprykning, denne gang til HTH Ligaen, som er danmarks bedste række. Sæsonen efter rykkede de dog ned igen, da de sluttede på sidstepladsen.

## Spillertruppen 2022-23
| Nr. | Navn                    | Nationalitet | Position                   |              |
| --- | ----------------------- | ------------ | -------------------------- | ------------ |
| 1   | René Villadsen          | Danmark      | 18. januar 1986 (39 år)    | Målvogter    |
| 2   | Markus Falk Ibsen       | Danmark      | 31. marts 2004 (21 år)     | Højre back   |
| 3   | Bertram Simonsen        | Danmark      | 7. marts 2004 (21 år)      | Venstre back |
| 6   | Valdemar Hermansen      | Danmark      | 20. juli 2002 (22 år)      | Stregspiller |
| 7   | Sebastian Jensen        | Danmark      | 27. september 1998 (26 år) | Venstre fløj |
| 8   | Hector Villadsen        | Danmark      | 26. marts 2005 (20 år)     | Venstre fløj |
| 9   | Jeppe Krogh             | Danmark      | 13. september 1986 (38 år) | Stregspiller |
| 10  | Jonas Langerhuus        | Danmark      | 2. juli 1992 (33 år)       | Højre back   |
| 11  | Christopher Ekmann      | Danmark      | 12. marts 2004 (21 år)     | Playmaker    |
| 12  | Hans-Christian Borg     | Danmark      | 4. februar 2004 (21 år)    | Målvogter    |
| 14  | Mikkel Madsen           | Danmark      | 9. april 1995 (30 år)      | Playmaker    |
| 15  | Rasmus Madsen           | Danmark      | 11. maj 1999 (26 år)       | Højre back   |
| 20  | Frederik Hummelmose     | Danmark      | 7. februar 1998 (27 år)    | Målvogter    |
| 22  | Andreas Madsen          | Danmark      | 23. juli 1995 (29 år)      | Venstre back |
| 23  | Bjarke Jørgensen        | Danmark      | 20. april 1998 (27 år)     | Venstre back |
| 25  | Mathias Nikolajsen      | Danmark      | 18. september 1998 (26 år) | Playmaker    |
| 27  | Jonathan Sørensen       | Danmark      | 3. september 1998 (26 år)  | Højre fløj   |
| 32  | Andreas Thomsen         | Danmark      | 3. september 1995 (29 år)  | Venstre back |
| 33  | Kasper Didriksen        | Danmark      | 3. maj 1999 (26 år)        | Stregspiller |
| 35  | Kasper Kvist            | Danmark      | 11. maj 1989 (36 år)       | Venstre fløj |
| 40  | Laurits Norn Kristensen | Danmark      | 6. september 1998 (26 år)  | Højre fløj   |
| 44  | Frederik Sass           | Danmark      | 19. juli 1986 (38 år)      | Venstre fløj |
| 90  | Magnus Sønnichsen       | Danmark      | 27. marts 2000 (25 år)     | Højre fløj   |

### Stab
| Pos.            | Navn                 |
| --------------- | -------------------- |
| Cheftræner      | Mads Vedel Hjortshøj |
| Assistenttræner | Søren Baadsgaard     |
| Holdleder       | Henrik Andersen      |
| Fysioterapeut   | Erik Kramer Johansen |